# Бхогал, Аджит Сингх
Аджит Сингх Бхогал (англ. Ajit Singh Bhogal, 5 ноября 1942, Джаландхар, Британская Индия) — угандийский хоккеист (хоккей на траве), нападающий.

## Биография
Аджит Сингх Бхогал родился 5 ноября 1942 года в индийском городе Джаландхар. Позже эмигрировал вместе с родителями в Уганду.
Учился в средней школе в Мбале.
Играл в хоккей на траве за «Симба Юнион» из Кампалы и Мбале.
18 сентября 1959 года дебютировал в сборной Уганды в матче с Южной Родезией в Кампале. Регулярно играл за национальную команду на чемпионатах Восточной Африки.
В 1972 году вошёл в состав сборной Уганды по хоккею на траве на Олимпийских играх в Мюнхене, занявшей 15-е место. Играл на позиции нападающего, провёл 5 матчей, забил 1 мяч в ворота сборной Мексики.
После Олимпиады завершил игровую карьеру.
Живёт в канадском городе Торонто.

## Семья
Младший брат Аджита Сингха Бхогала Кулдип Сингх Бхогал (род. 1950) также выступал за сборную Уганды по хоккею на траве, в 1972 году играл на летних Олимпийских играх в Мюнхене.